# Elżbieta Borkowska-Szukszta
Elżbieta Borkowska-Szukszta, znana również jako Ewa Borkowska-Szukszta, Ewa Borkowska, Elżbieta Borkowska (ur. 19 lutego 1944 w Warszawie) – polska aktorka teatralna i filmowa.

## Życiorys
Absolwentka PWST w Warszawie, którą ukończyła w 1965 roku. 5 czerwca tego samego roku miał miejsce jej debiut teatralny. Występowała w następujących teatrach:
- Teatr Polski w Bydgoszczy (1965-66)
- Teatr Narodowy w Warszawie (1966-86)

## Filmografia (wybór)
- 1964: Beata − dziewczyna w kawiarni
- 1966: Mistrz − młoda kobieta
- 1966: Piekło i niebo − panienka bawiąca się z Ignacym
- 1968: Człowiek z M-3 − tenisistka, partnerka Marty
- 1968-1970: Przygody psa Cywila − pielęgniarka (odc. 1 i 2)
- 1968: Stawka większa niż życie − łączniczka Joanna Perkowska (odc. 9)
- 1969: Nowy − Lusia, niedoświadczona laborantka pobierająca Henrykowi krew
- 1971: Nie lubię poniedziałku − mieszkanka bloku
- 1974: Awans − wczasowiczka
- 1975: Opadły liście z drzew − przyjaciółka konfidenta
- 1976: 07 zgłoś się − Celina, narzeczona Michała (odc. 2)
- 1976: Człowiek z marmuru − blondynka na castingu striptizerek
- 1976: Kruk − matka Maćka
- 1977: Akcja pod Arsenałem − „Lola”
- 1978: Bilet powrotny − gość na weselu Antoniny i Pierre’a
- 1978: Zielona miłość − synowa Bidy (odc. 2)
- 1979: ...droga daleka przed nami... − więźniarka Zofia
- 1981: Dziecinne pytania
- 1984: Pan na Żuławach − Sawicka
- 1984: Siedem życzeń − aptekarka (odc. 3)
- 1985: Anna
- 1985: C.K. Dezerterzy − panienka
- 1985: Zaproszenie − matka chorej dziewczynki
- 1986: Wcześnie urodzony  − Mirka, urzędniczka na poczcie

## Teatr telewizyjny
Wystąpiła w kilkunastu spektaklach teatru telewizyjnego. Ma na koncie główne role w następujących spektaklach: „Próba rekonstrukcji” (1981, rola żony), a także „Pan Tadeusz” (1970-71, rola Zosi).